# Светозар Игић
Светозар Игић (Приштина, 17. новембар 1996) је српски певач, композитор, текстописац и тиктокер који се прославио певајући обраде на друштвеној платформи Тикток. Завршио је Земунску гимназију, средњу музичку школу "Коста Манојловић" и Факултет организационих наука Универзитета у Београду.

## Дискографија

### Синглови
- Далеко (2020)
- Неспретни (2021)
- Мила (2021)[6]
- Југославија (2021)
- Моја мала (2022)
- Литар крви (2022)[7]
- Идем до Балкана (2023)
- Бести (2023)
- Очи плаве (2024)